# Palix (dessinateur)
Pour les articles homonymes, voir Palix.
Palix, né Pierre-Alexandre Haquin le 19 juillet 1976 à Arlon (province de Luxembourg), est un dessinateur de presse, caricaturiste, illustrateur et auteur de bande dessinée belge francophone.

## Biographie

### Jeunesse et formation
Pierre-Alexandre Haquin naît le 19 juillet 1976 à Arlon,,,. Durant l'adolescence, son dessin est intuitif, il développe avant tout l'idée. Lors de ses humanités à Saint-Benoît à Habay, il réalise des caricatures de ses professeurs, et de l'actualité pour le journal de son école. Ensuite, il décide de suivre la formation en illustration à l’École supérieure des arts Saint-Luc de Liège. Il y entre en 1995 pour suivre un graduat et d'où il sort diplômé en 1998.

### Carrière
C'est sous le pseudonyme Palix qu’il signe ses premiers travaux. Parmi ceux-ci figurent la conception d'étiquettes de bière, la décoration d'un bibliobus dans la province de Luxembourg, des dessins pour des romans et un téléfilm avec Jean-Claude Brialy, ainsi que plusieurs dessins d'affiches et d'illustrations,.
Il travaille comme dessinateur de salles d'audience depuis 2003, en commençant par les procès Cools et Dutroux pour RTL TVI. Les agences de presse relayeront ses dessins qui feront le tour du monde. Depuis, il a couvert la plupart des grands procès wallons et flamands, mais aussi quelques procès français. Son travail est mis à l'honneur au Grand Palais à Paris lors du Salon du dessin et de la peinture à l'eau au début 2018.
Depuis 2004, il est illustrateur régulier au Soir Mag,. Depuis septembre 2007, il met en images Les Chroniques langagières de Zapf Dingbats tous les lundis dans L'Avenir du Luxembourg. Deux recueils de cette collaboration sont publiés aux Éditions Weyrich (2009-2011). Depuis le procès Fourniret (2008), il travaille pour la RTBF et la VRT ainsi que pour toute la presse écrite francophone et néerlandophone. En décembre 2008, il réalise aussi des dessins pour l'émission de télévision de la VRT De slimste mens (nl). En 2022, il est illustrateur pour la série télévisée HPI diffusée sur TF1.

### Bande dessinée
Il réalise ses premières pages de bande dessinée avec Gilles Goetghebuer pour le magazine Zatopek en janvier 2010. Les auteurs réalisent de courtes histoires de bande dessinée sur la vie des sportifs, rassemblées ensuite sous forme d'un one shot Zatopek et compagnie publié aux Éditions Sport et Santé en 2012. Cet ouvrage raconte brièvement la vie d’Emil Zátopek ainsi que celles de neuf autres grands champions dans l’histoire de l’athlétisme. L'album est traduit en néerlandais,.
Il réalise des livres historiques illustrés consacrés à des femmes célèbres de la province de Luxembourg. Il entame une longue collaboration avec le scénariste Jacques Herbet pour lequel il réalise un premier ouvrage écrit par ce dernier sur l'histoire de la marquise du Pont d'Oye publié aux Éditions Weyrich en 2010. Avec le même scénariste, il livre Ermesinde entre légende et vérité autour de la figure emblématique de la comtesse Ermesinde, en 2012 chez le même éditeur. Dans la foulée, il dessine de la sorte l'ouvrage Théroigne de Méricourt,, sur Anne-Josèphe Théroigne de Méricourt la belle Liégeoise a marqué le Paris de la révolutionnaire de sa présence, l'année suivante. Cinq ans plus tard, il s'attache à la personne de la comédienne Bouillonnaise Madeleine Ozeray la compagne de Louis Jouvet dans le volume Madeleine Ozeray - L'ombre de Louis Jouvet,,.

### Auteur
À l'occasion de la commémoration du début de la Première Guerre mondiale, il ajoute une nouvelle corde à son arc en écrivant une fiction qui conte la vie d'un soldat allemand : Août 1914. Rossignol s'est arrêté de chanter publié par les Éditions Weyrich en 2014.

### Peinture
Il expose régulièrement ses œuvres en Belgique,. À la suite d'un récent coup de foudre pour la peinture à l'huile, Palix se lance dans un travail plus personnel, introspectif et poétique. Selon Laurent Cheppe de la RTBF : 

« Il joue toujours avec la transparence, mais à l'huile cette fois. De là naissent sur toiles, des mondes poétiques, fantasmagoriques ! Ce sont des univers à plusieurs niveaux, recelant énormément de petits détails qui se révéleront au spectateur le plus attentif. Un travail qui est une invitation à arrêter le temps... »

Il dispose d'une salle d'exposition dans sa maison.

### Vie privée
Il vit et travaille à Rossignol,.

## Œuvres

### Publications

#### Albums de bande dessinée
- La Marquise du Pont d'Oye[26],[13], Éditions Weyrich, Neufchâteau, 2010
Scénario : Jacques Herbet - Dessin et couleurs : Palix -  (ISBN 978-2-87489-101-4)
- Ermesinde entre légende et vérité[14],[15], Weyrich, Neufchâteau, septembre 2012
Scénario : Jacques Herbet - Dessin et couleurs : Palix -  (ISBN 978-2-87489-143-4)
- Zatopek et compagnie, Éditions Sport et Santé, novembre 2012
Scénario : Gilles Goetghebuer - Dessin et couleurs : Palix -  (ISBN 9782931113011)
- Théroigne de Méricourt[16],[21], Weyrich, Neufchâteau, août 2013
Scénario : Jacques Herbet - Dessin et couleurs : Palix -  (ISBN 9782874892059)
- Madeleine Ozeray - L'ombre de Louis Jouvet[19],[20], Weyrich, Neufchâteau, 22 mars 2018
Scénario : Jacques Herbet - Dessin et couleurs : Palix -  (ISBN 9782874894763)

#### Collectifs
- Covid Wars - Merci en Bulles[27], Asbl Bière Artisanale de Hotton, la Tania., Hotton, 2020
Scénario : collectif - Dessin : collectif dont Palix - Couleurs : quadrichromieCovid-19 : 30 dessinateurs se mobilisent dont Pierre Kroll, François Walthéry, Fabien Rypert (auteur de la couverture du recueil), Daniel Kox, Marc Hardy, Pierre-Emmanuel Paulis, Stédo, Jean-Claude Servais, Peral. Les organisateurs du festival BD de Hotton ont décidé de rendre hommage au personnel soignant et à tous ceux qui prennent soin des autres pendant la crise sanitaire du coronavirus.

### Illustrations
- (nl + fr) Press Cartoon Belgium 2005 : de beste cartoons uit de Belgische pers tussen 1 april 2004 en 31 maart 2005 = Press Cartoon Belgium 2005 : les meilleurs dessins de presse belge parus entre le 1er avril 2004 et le 31 mars 2005, Leuven, Éditions Van Halewyck, 2005, 150 p., ill. ; 22 cm (ISBN 90-5617-656-0)
- Jacques Cornerotte, La Gaume, à travers champs, villages et forêts, Virton, Maison du tourisme de Gaume, 2007, 203 p., ill. ; 30 cm (OCLC 1400361776)
- Elio Di Rupo, Le Génie d'un futur meilleur conte de Noël, Havré, Audace, 2008, 25 p., ill. ; 19 cm (ISBN 9782917453049)
- Matière à dispute tome 1 : Une année et des poussières de chroniques langagières, Zapf Dingbats, Weyrich Édition, Neufchâteau, 2009  (ISBN 9782874890505).
- Baraques, cabanes et autres vacheries, collectif, Éditions Mardaga, Wavre, 2010  (ISBN 9782804700591).
- Matière à dispute tome 2 : Sélection portant sur les années 2009-2010, Zapf Dingbats, Éditions Weyrich, Neufchâteau, 2011  (ISBN 9782874891083)
- Août 1914. Rossignol s'est arrêté de chanter[22], Weyrich, Neufchâteau, 2014  (ISBN 9782874892837).

### Expositions collectives
- De toutes les couleurs[28], Musée gaumais de Virton, 2009 ;
- Ébullitions[29], palais abbatial de Saint-Hubert du 18 juillet au 13 septembre 2009.
- Infatigables voyageurs[30],[31], Le Palais, Arlon du 4 février au 17 avril 2022.
- 2e exposition de bande dessinée[32], atelier du Vieux Marronnier, Bastogne dès le 29 juillet 2023.
- L'univers de Palix et Guy Deltour[33], Galerie Bei der Kierch, Kehlen en octobre 2024.

#### Livres
: document utilisé comme source pour la rédaction de cet article.
- Jacques Fiérain, « Palix », dans La BD dans les provinces de Liège, Namur et Luxembourg, Charleroi, Éd. l'Âge d'or, 2004, 112 p., ill. ; 31 cm (ISBN 9782960019698, OCLC 470388297, présentation en ligne), p. 79.
- Frédéric Philipin et Philippe Greisch, Ébullitions 9 créateurs BD de la province de Luxembourg : Alain Baudson, Didot, La Hesse et Frémok, Palix, Pierre-Emmanuel Paulis, Rafagé, Jean-Claude Servais, Stédo, Étienne Willem, Province de Luxembourg, Service provincial de la Diffusion et de l’Animation culturelles, 2010, 50 p., ill. ; 30 cm (présentation en ligne).

#### Articles
- Jean-Jacques Guiot, « Le caricaturiste gaumais Palix s’expose au Palais d’Arlon : "François Hollande a trouvé mon dessin génial" (vidéo) », L'Avenir,‎ 4 février 2022 (lire en ligne , consulté le 12 mai 2024).
- Christophe Pecquet, « Palix, de Rossignol, ouvre son expo au Palais d’Arlon et il se confie également sur sa participation au procès des attentats de Paris », Sudinfo,‎ 4 février 2022 (lire en ligne, consulté le 12 mai 2024).
- « Palix : «Ce procès restera à mes yeux, le procès de tous les superlatifs !» », Sudinfo,‎ 30 juin 2022 (lire en ligne , consulté le 12 mai 2024).

#### Interviews
- Palix (interviewé par Thomas Le Hetet), « Une plongée dans la vie d'un dessinateur », Ouest-France,‎ 7 août 2016 (lire en ligne, consulté le 12 mai 2024).
- Palix (interviewé par Africa Gordillo), « Attentats de Paris : le dessinateur Palix marqué par l'évolution de Salah Abdeslam tout au long du procès », RTBF,‎ 30 juin 2022 (lire en ligne, consulté le 12 mai 2024).

### Émissions de télévision
- Le Journal, présentation Olivier Orianne, Intervenants: Palix et Jacques Herbet, émission du 30 novembre 2010, sur TV Lux, (4 min 38 s).
- Bastogne : Palix expose ses toiles, émission du 17 mars 2017, sur TV Lux, (3 min 21 s).
- Palix, illustrateur belge des plus grands procès, émission du 2 octobre 2020, sur RTL Info, (42 s).
- Le dessinateur Palix est l'invité de la rédaction, présentation Olivier Orianne, émission du 3 octobre 2020, sur TV Lux, (20 min 11 s).
- Quand les univers de Palix et Guy Deltour se rencontrent, émission du 23 février 2024, sur TV Lux, (3 min 58 s).

### Vidéographie
- [vidéo] « Palix, dessinateur judiciaire : "J’essaie à ma manière de rendre de l’humanité" », sur YouTube
- [vidéo] « L'illustrateur qui fait vibrer l'imaginaire ! L'interview de Jean-Mi avec Palix », sur YouTube, 26 mars 2025

### Podcasts
- Portraits de dessinateurs sur traitsdejustice.bpi.fr (1 min 59 s).